# Kökénydombi vénusz
Az úgynevezett kökénydombi vénusz 23 cm magas agyagedény, zsámolyon ülő nőalakot ábrázol, testét (talán a ruhát jelző) geometrikus minták borítják. Fejének csak töredéke maradt fenn. A Hódmezővásárhely melletti Kopáncs-Kökénydombon találták meg. A vele együtt talált hasonló, de töredékesebb edénnyel együtt anyaistennőt ábrázolhatott. A két lelet az i. e. 5. évezred első felében virágzó tiszai kultúrából származik, és a magyarországi újkőkori szobrászat jelentős emlékei. A hódmezővásárhelyi Tornyai János Múzeum őrzi őket.

## Külső hivatkozások
- A kökénydombi vénusz és az edénytöredék Csongrád megye honlapján